# 图强镇
图强镇是中国黑龙江省大兴安岭地区漠河市下辖的一个行政建制镇，全镇共有汉族、满族、蒙古族、回族等9个少数民族。

## 中国最北点
中国最北点，位于图强镇境内最北端的乌苏里浅滩附近，坐标为53°33′37″N 123°16′12″E / 53.56028°N 123.27000°E（黑龙江中心航道）。陆地最北点可接近北纬53°33′32″（枯水期，河道浅滩里）。
距离北极镇北极村直线距离61公里，距离北极镇北红村直线距离13.5公里。